# Padma-purana
El Padma-purana es uno de los 18 majá-purana (‘grandes Puranas’, libros sagrados para los hinduistas).
- padmapurāṇa en el sistema AITS (alfabeto internacional para la transliteración del sánscrito.
- पद्मपुराण, en letra devanagari para escritura del idioma sánscrito.
- Etimología: ‘leyendas antiguas del loto’, siendo padma: ‘loto’, y puraná: ‘antiguo’, uno de los numerosos libros sagrados hinduistas con historias y leyendas morales.

Data aproximadamente de los siglos VIII y IX de nuestra era.

## Dos versiones
El texto llegó a nuestros días en dos versiones diferentes (a veces llamadas recensiones): la bengalí y la de la India del Sur.
La recensión del sur de la India tiene seis khandas (secciones):
1. Adi-khanda (el capítulo primero, que en algunas ediciones se llama Suargá-khanda, el capítulo sobre el Cielo): contiene descripciones acerca de diferentes lokas (localidades, lugares, planetas) y narrativas de diferentes reyes y demonios.
2. Bhumi-khanda (el capítulo sobre la Tierra): descripción de Prithuí o Bhumi (la vaca que personifica la Tierra plana).
3. Brahma-khanda (el capítulo sobre el dios Brahmá de cuatro cabezas, que creó el mundo): descripción del universo y de cómo se creó; descripción de la India (Bharata-varsha).
4. Patala-khanda (el capítulo sobre los infiernos subterráneos): tiene 31 capítulos más que en la versión bengalí.
5. Srishti-khanda: se puede dividir en dos partes, y la segunda no se encuentra en la recensión bengalí.
6. Uttara khanda (el capítulo superior): diálogo entre el dios Shivá y su consorte Párvati; trata sobre la esencia de la sabiduría religiosa.[1]

La recensión bengalí tiene cinco khandas (secciones):
1. Shrishti-khanda: el sabio Pulastia explica al guerrero célibe Bhishmá ideas sobre religión y su esencia.
2. Bhumi-khanda (el capítulo sobre la Tierra): tiene 13 capítulos más que el Bhumi-khanda de la versión del Sur.
3. Suargá-khanda (el capítulo sobre el Cielo): contiene descripciones acerca de diferentes lokas (localidades, lugares, planetas) y narrativas de diferentes reyes y demonios. Vida y obras del rey dios Rama.
4. Patala-khanda (el capítulo sobre los infiernos subterráneos): tiene 31 capítulos menos que la versión del Sur.
5. Uttara-khanda (el capítulo superior): diálogo entre el dios Shivá y su consorte Párvati; trata sobre la esencia de la sabiduría religiosa.

## Otros «Padma-puranas» en el yainismo
Hay varias obras yainistas llamadas Padma-purana, que también tratan acerca de la vida del dios rey Rama:
- Padma-purana, Balabhadra-purana o Raidhu (siglo VI).
- Padma-purana de Somadeva (1600).
- Padma-purana de Dharmakirti (1612).
- Padma-purana de Bhattaraka Chandrakirti (siglo XVII).